# Konrad Dinner
Konrad Dinner (auch Conrad Dinner, lateinisch Conradus Dinnerus, Beinamen Acronianus, Thrasybulus Lepta; * 1540 in Überlingen; † 31. Dezember um 1600) war ein Hochschullehrer, Jurist und humanistischer Schriftsteller. Er wirkte als bekennender Protestant im fürstbischöflichen Rat der katholischen Bischöfe von Würzburg.

## Leben
Konrad Dinner wurde im Jahr 1540 in Überlingen geboren. Die Reichsstadt neigte der lutherischen Konfession zu und auch die Familie des späteren Juristen war von den Ideen Luthers beeinflusst. Die Familie Dinner gehörte zu den angesehenen Familien der Stadt. Die Verbindungen in seine Geburtsstadt machte Dinner auch später noch deutlich. Der Beiname Acronianus – Bodenseeler, den er einigen seiner Publikationen voranstellte, verweist auf die Verbindung mit der am Bodensee gelegenen Stadt Überlingen. Am 2. Juli 1555 immatrikulierte sich Dinner an der Universität Freiburg. Er besuchte unter anderem Vorlesungen beim Miltenberger Gräzisten Johannes Hartung.
Bereits am 31. Oktober 1556 erwarb Dinner den akademischen Grad eines Baccalaureus artium, zwei Jahre später erfolgte die Ernennung zum Magister artium. Seit 1559 war Dinner als Professor für Grammatik an der Philosophischen Fakultät der Universität Freiburg tätig. Über eine Elegie, die er für seinen ermordeten Vorgänger Melchior Zobel von Giebelstadt gehalten hatte, wurde der Würzburger Bischof Friedrich von Wirsberg auf den jungen Professor aufmerksam. Er berief ihn an das in Würzburg entstandene Pädagogium. Die Stelle trat Dinner am 2. April 1561 an. Nach der bald darauf erfolgten Auflösung des Pädagogiums nahm Dinner am 28. Oktober 1563 ein Jurastudium an der Universität Padua auf.
Im Jahr 1567 wurde Dinner in Padua zum Doktor beider Rechte ernannt. Die Rückreise über die Alpen gestaltete sich schwierig. Dinner selbst sprach von einer Odyssee. Zu den Stationen der Rückreise gehörten Bologna und Neapel, Paris und die spanischen Niederlande. Daneben weilte Dinner wohl auch in London und Oxford, machte also im anglikanischen England Station. In dieser Zeit unterhielt Dinner einen regen Briefverkehr mit europäischen Gelehrten, unter anderem gehörte Joachim Camerarius der Jüngere zu seinen Korrespondenzpartnern.
Nach seiner Rückkehr stieg Dinner in Würzburg schnell auf. Am 25. September wurde er von Bischof Friedrich von Wirsberg zum Rat und Diener für drei Jahre ernannt. Erstmals tauchte der Jurist allerdings erst im folgenden Jahr in den Protokollen auf. Bereits 1563 hatte Dinner sich mit einer Biografie über einen engen Vertrauten des Bischofs eingesetzt. Bei einem Würzburger Verlag war ein Text erschienen, der das Leben des Münsterschwarzacher Benediktinerabtes Johannes IV. Burckhardt beschrieb. Dinner unterhielt enge Verbindungen mit der Familie des Abtes, seit er Johannes am Pädagogium unterrichtet hatte. Er stand insbesondere mit dessen protestantischen Bruder Georg Burckhardt in engem Kontakt.
Bereits am 26. April 1569 heiratete Konrad Dinner die Witwe des, ebenfalls lutherischen, fürstbischöflichen Leibarztes Wilhelm Rüger. Die erste Frau starb allerdings schon nach einem Jahr. Daraufhin nahm Dinner am 26. Januar 1573 Helene Bulbeck zur Frau, die Tochter des Ochsenfurter Kellers Johann Bulbeck. Mit der Ehe wurde er der Schwager des Georg Burckhardt. In der Folgezeit wurde Dinner, der 1586 schließlich auch ein Geschichtswerk über das Kloster Münsterschwarzach herausbrachte, auch im Namen des Abtes Johannes Burckhardt bei Auseinandersetzungen der Klöster Münsterschwarzach, Banz und St. Stephan als Jurist zu Rate gezogen.
Nach dem Tod des Friedrich von Wirsberg war das Dienstverhältnis Dinners auf den neugewählten Fürstbischof Julius Echter von Mespelbrunn übergegangen. Echter störte sich nicht an der religiösen Differenz zwischen ihm und seinem Diener und erhöhte das Salär Dinners immer wieder. Konrad Dinner verfasste auch ein Lobgedicht auf seinen neuen Herren, das bei dessen Amtsantritt erschien. Zugleich gehörten zu seinem Freundeskreis überwiegend Protestanten. So unternahm er mit dem Arzt Johannes Posthius im Jahr 1577 eine Wienreise, bei der Dinner schwer erkrankte. Daneben zählte auch der sächsische Dichter und Philologe Gregor Bersman zu den Vertrauten von Dinner.
In den 1580er Jahren wurde die religiöse Differenz immer offensichtlicher. Als sich Dinners Frau das lutherische Abendmahl vom Pfarrer von Wintershausen hatte reichen lassen, wurde der Geistliche festgenommen. Dinner besuchte den Pfarrer in der Haft und sicherte ihm seine Unterstützung zu. Am 17. April 1590 schickte Dinner seinen Sohn Andreas außerdem zum Studieren an die protestantische Hochschule der Reichsstadt Nürnberg in Altdorf und nicht auf die Universität, die sein Arbeitgeber Julius Echter wieder hatte gründen lassen und für die Dinner die ersten Statuten verfasst hatte. Im gleichen Jahr veröffentlichte Dinner eine Schrift über den lutherischen Feldherrn Georg Ludwig von Seinsheim, in der er das Wirken des Jesuitenordens im Hochstift Würzburg verurteilte. Konrad Dinner starb an einem 31. Dezember eines unbekannten Jahres, wohl kurz nach 1600.

## Werke (Auswahl)

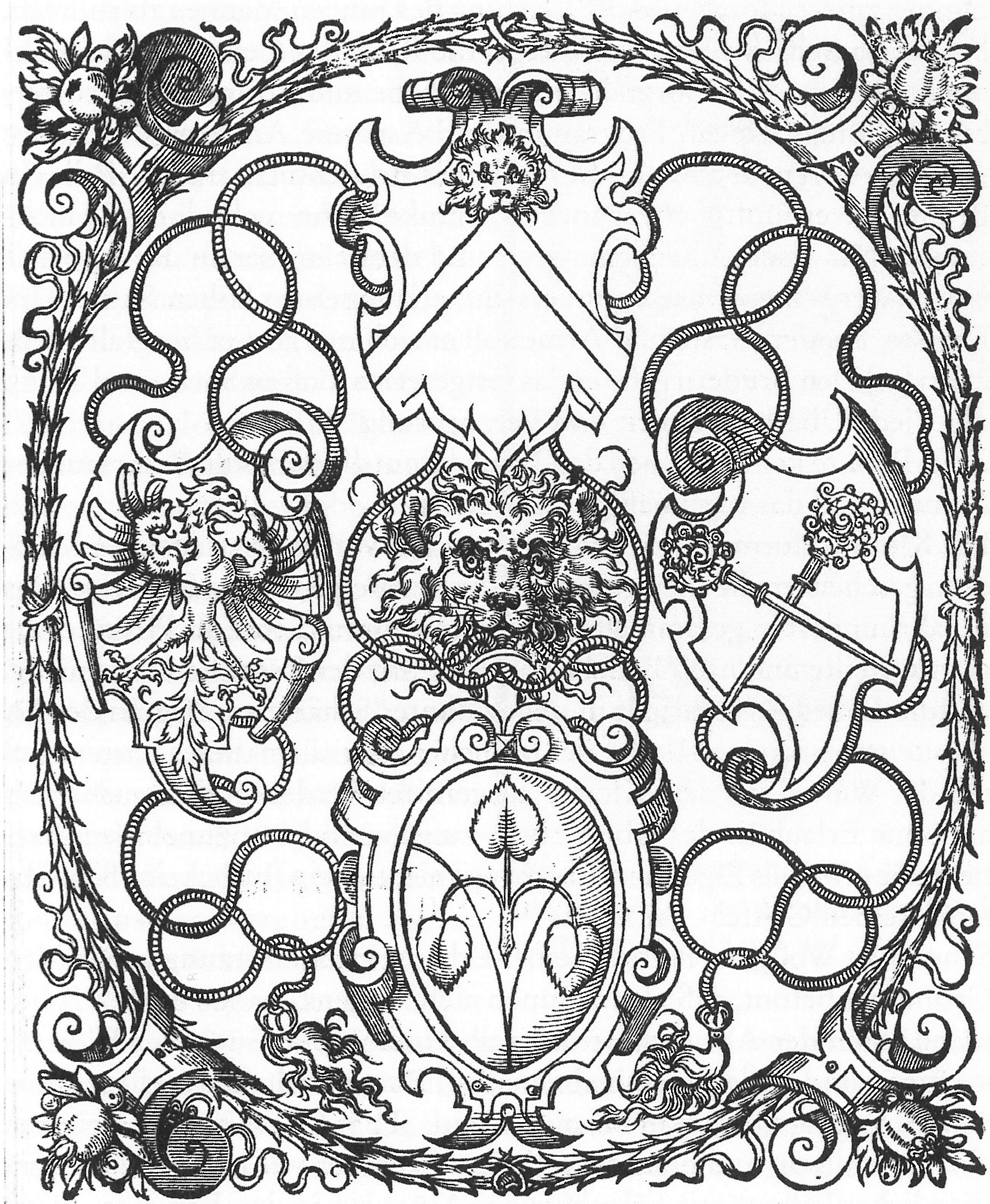
Wappen des Abtes Johannes IV. Burckhardt aus dem Carmen heroicum des Konrad Dinner

- mit Kaspar Stiblin: De Caede Reuerendiss. Principis Et Domini, D. Melchioris Zobell, Herbipolensis Episcopi, & Franciæ Orientalis Ducis. Oporinus, Basel 1561. Digitalisat
- Carmen heroicum, ad reverendum in Christo patrem, [...] Iohannem Burkhardum de festa solennitate [...]. Baumann, Würzburg 1563. Digitalisat
- Catalogvs Et Descriptio Abbatvm Monasterii Divae Felicitatis, Vvlgò Mvnsterschvvarzach, Ordinis diui Benedicti &c. in Francia Orientali ad Moenum fluuium siti: quotquot eorum ad huius seculi notitiam peruenerunt. Heinrich Aquensis, Würzburg 1586. Digitalisat
- Epithetorvm Graecorvm Farrago Locvpletissima. Claudius Marnius, Frankfurt am Main 1589. Digitalisat, Neuauflage 1605.
- De ortu, vita et rebus gestis illustris et generosi herois domini Georgii Ludovici a Seinsheim senioris, in Hohen-Cottenheim [...] baronis, Caesareae maiestati a consiliis etc.: historicae expositionis libri quinque. O. O. 1590. Digitalisat
- mit Gregor Bersman: Paraphrasis psalmi 22, exposita carmine heroico. Gerlach, Nürnberg 1594. Digitalisat